# Xã Tippecanoe, Quận Tippecanoe, Indiana
Xã Tippecanoe (tiếng Anh: Tippecanoe Township) là một xã thuộc quận Tippecanoe, tiểu bang Indiana, Hoa Kỳ. Năm 2010, dân số của xã này là 7.702 người.